# داگلاس کاستا
داگلاس کاستا(پرتغالی برزیل: [ˈdowɡlɐs ˈkɔstɐ]؛ متولد ۱۴ سپتامبر ۱۹۹۰) یک بازیکن فوتبال اهل برزیل است که در باشگاه فوتبال سیدنی در پست وینگر وهافبک هجومی بازی می‌کند.
داگلاس کاستا در تیم‌های فوتبال باشگاه فوتبال گرمیو ،شاختار دونتسک سابقهٔ حضور دارد. این بازیکن در سال، ۲۰۰۹ برای، تیم ملی فوتبال زیر ۲۰ سال برزیل به میدان رفته‌ است همچنین در سال ۲۰۱۴ با قراردادی ۶ ساله به بایرن مونیخ پیوست..

## دوران بازی

### گرمیو
کاستا بازی اش را در گرمیو آغاز کرد و در سن ۱۱ سالگی به این تیم پیوست. وی در سال ۲۰۰۸ برای اولین بار با پیراهن گرمیو به زمین رفت.

### شاختار دونتسک اوکراین
داگلاس کاستا در سال ۲۰۱۰ با قراردادی ۵ ساله و به مبلغ ۶ میلیون یورو عازم شاختار دونتسک شد.

### بایرن مونیخ
کاستا در اولین روز از ماه ژوئیه سال ۲۰۱۵، با قراردادی به ارزش ۳۰ میلیون یورو و ۵ ساله به بایرن مونیخ پیوست. او در این تیم، شماره ۱۱ را بر تن کرد.

### انتقال به یوونتوس
در دوازدهم ژوئیه ۲۰۱۷، یوونتوس با قراردادی قرضی، کاستا را از بایرن مونیخ جدا کرد. آن‌ها بعد از اتمام قرارداد قرضی در ژوئیه ۲۰۱۸ قرارداد کاستا را با ۴۰ میلیون یورو، دائمی‌ کردند. اما بعد از دو سال او دوباره به صورت قرضی راهی باشگاه بایرن مونیخ و سپس گرمیو شد.

## ویژگی‌های تاکتیکی
نام داگلاس کاستا از زمان حضور در شاختار دونتسک وارد رسانه‌های مطرح اروپایی شد. جایی که او زیر نظر میرشا لوچسکو به خوبی مسیر پیشرفت را آغاز کرد و موفق شد هویت مشخصی به سبک بازی اش ببخشد. بر خلاف آنچه بسیاری از هواداران عامیانه فوتبال تصور می‌کنند، پست اصلی داگلاس کاستا سمت راست خط تهاجمی تیم یا همان اصطلاح عامیانه، وینگر راست، است. داگلاس در شاختار دونتسک زیر نظر لوچسکو در قالب سیستم‌های ۱-۳-۲-۴ و ۱-۴-۱-۴ تقریباً تمامی ۶ فصل را به عنوان بازیکن پشت تک مهاجم در سمت راست حضور داشت. او عضوی از آن خط آتش رؤیایی شاختار دونتسک بود. خط حمله‌ای که ویلیان را در چپ، مخیتاریان را در پست ۱۰، داگلاس را در سمت راست و لوئیس آدریانو را در پست ۹ می‌دید. به این جمع در نیمکت بازیکنانی همچون ادواردو یا تکسیرا نیز اضافه می‌شدند.
پیوستن به بایرن مونیخ و کار زیر نظر پپ گواردیولا اما تغییراتی را در پست بازی داگلاس ایجاد کرد. گواردیولا ترجیح داد تا با توجه به شرایط تیمش و حضور مهره‌های کلیدی بسیار زیاد در کناره‌های زمین، از داگلاس در سمت چپ بهره ببرد. اینجا بود که بازیکن برزیلی به خوبی انعطاف‌پذیری خود را برای بازی در تمامی پست‌های تهاجمی به رخ کشید. جک واتسون، تاکتیک‌نویس انگلیسی، در این باره می‌نویسد: «داگلاس در تمامی نقاط خط تهاجمی تیم می‌تواند بازی کند. او حتی در طول بازی نیز این توانایی را دارد که به‌طور مداوم با تحرک بالایش پست خود را عوض کند.» داگلاس در اولین فصل خود در بایرن مونیخ زیر نظر گواردیولا تقریباً تمام فصل را در چینش‌های مختلف این سرمربی(۳-۴-۳، ۱-۳-۳-۳، ۱-۴-۱-۴ و …) به عنوان بازیکن سمت چپ خط تهاجمی تیم به میدان رفت و حضور موفقیت‌آمیزی در ترکیب بایرن داشت. او در آن فصل رتبه پنجم جدول پاس گل را در بوندس لیگا به خود اختصاص داد تا زیر نظر گواردیولا به خوبی گامی رو به جلو برداشته باشد. داگلاس کاستا در روزهای آغازین پیوستنش به بایرن مونیخ پپ گواردیولا را به تنهایی برتر از مجموع تمام مربیان برزیلی در کنار یکدیگر دانسته بود.
اما زیر نظر کارلو آنچلوتی اوضاع برای داگلاس به خوبی فصل اول حضورش در مونیخ نبود. مصدومیت‌های بد موقع در چند مقطع سرعت پیشرفت او را در بایرن کند کرد و همچنین باعث شد تا حضورش به عنوان یار ثابت در ترکیب آنچلوتی با تردیدهایی از سوی این سرمربی رو به رو شود. داگلاس فصل گذشته نیز تقریباً در تمامی بازی‌هایی که به میدان رفت به عنوان بازیکن تهاجمی سمت چپ در سیستم ۱-۳-۲-۴ آنچلوتی انجام وظیفه کرد.
سبک بازی داگلاس، تکنیک او و توانایی‌هایش در موفقیت در نبردهای یک در مقابل یک است.